# 佐竹与義
佐竹 与義（さたけ ともよし）は、室町時代前期の武将。佐竹氏の一族。父師義の代から常陸山入を所領としていることから、山入 与義（やまいり ともよし）という名でも知られているが、与義やその子孫は存命中は佐竹氏を称しており、山入氏を名乗ったという記録はない（山入氏の項目を参照）。

## 生涯
佐竹師義の子。1407年（応永14年）秋、一族の惣領であった常陸守護佐竹義盛が危篤となると、関東管領上杉憲定の次男の龍保丸を義盛の娘婿として後継者の白羽の矢が立った。龍保丸は鎌倉公方・足利持氏の後援を得て、佐竹義憲（後に「義人」に改名）として佐竹宗家を継いだ。しかし、佐竹氏の庶流の多くが藤原姓の山内上杉家からの入婿に反発しており、与義は反対派の急先鋒として稲木義信や長倉義景、額田義亮らと結んで義憲と対立した。ただし、小田野氏を興した弟の自義は宗家方に属している。
1416年（応永23年）、鎌倉府と対立した前関東管領の犬懸上杉氏憲（禅秀）が持氏に対して乱を起こす（上杉禅秀の乱）と、与義も氏憲に呼応して挙兵した。翌1417年（応永24年）には室町幕府の介入もあって氏憲一派は自害し、乱は収束した。これによって与義は義人に降伏を余儀なくされたが、同年中に与義と結んでいた稲木義信が義人によって滅ぼされている。
禅秀の乱後も与義は京都扶持衆となり、独自に幕府との繋がりを持って義人に反抗的な態度を取り続けた。鎌倉公方の持氏は京都扶持衆の諸将に対して警戒を強め、遂に1422年（応永29年）、義人らに与義の追討を命じ、与義は敗れて鎌倉の比企谷で自刃した。

## 系譜
- 父：佐竹師義
- 母：不詳
- 妻：不詳
  - 長男：佐竹義郷
  - 男子：佐竹祐義
  - 男子：依上宗義